# Bozyaka, Karabağlar
Bozyaka là một xã thuộc huyện Karabağlar, tỉnh İzmir, Thổ Nhĩ Kỳ. Dân số thời điểm năm 2019 là 15.490 người.